# Altikon

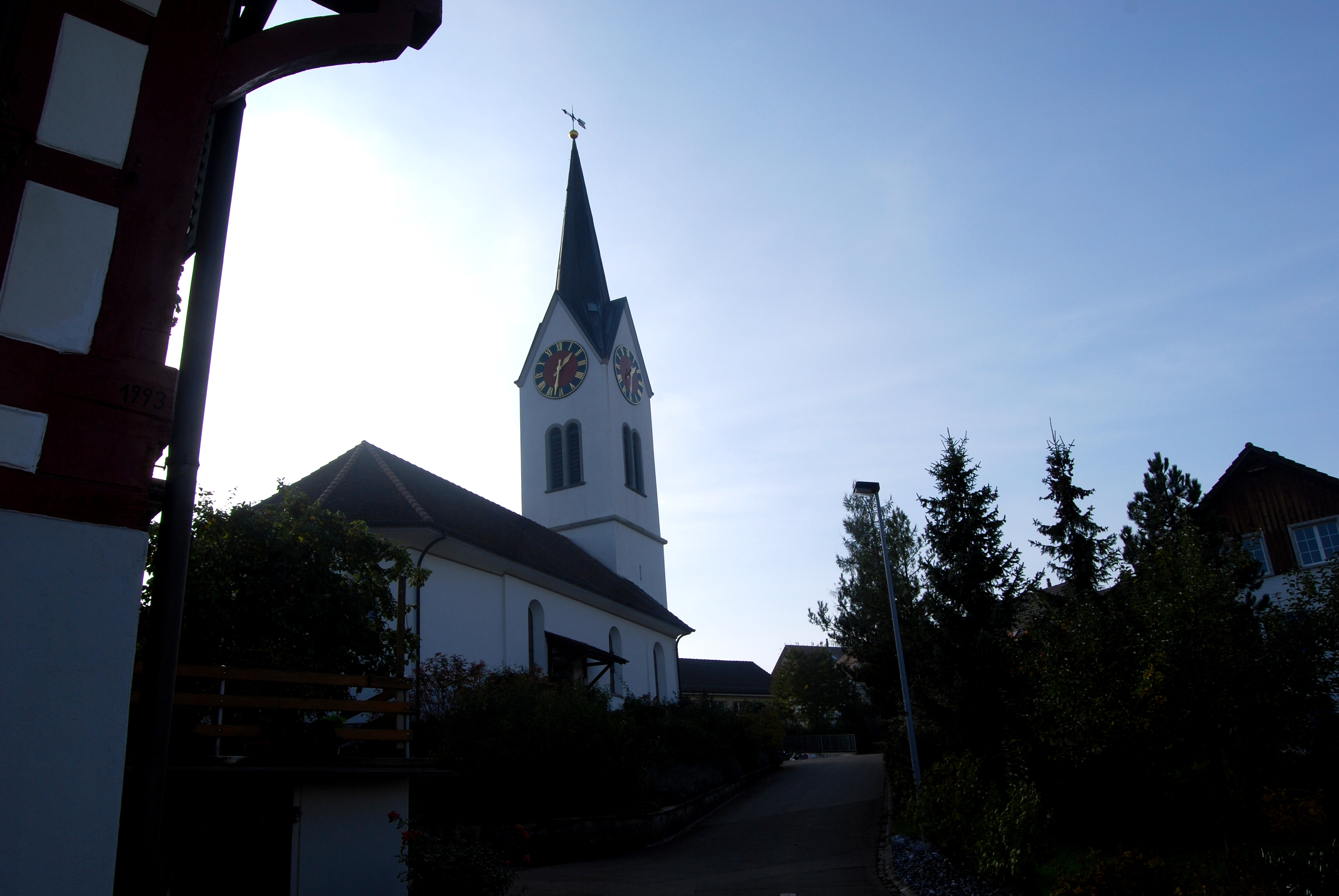
Kirche von Altikon

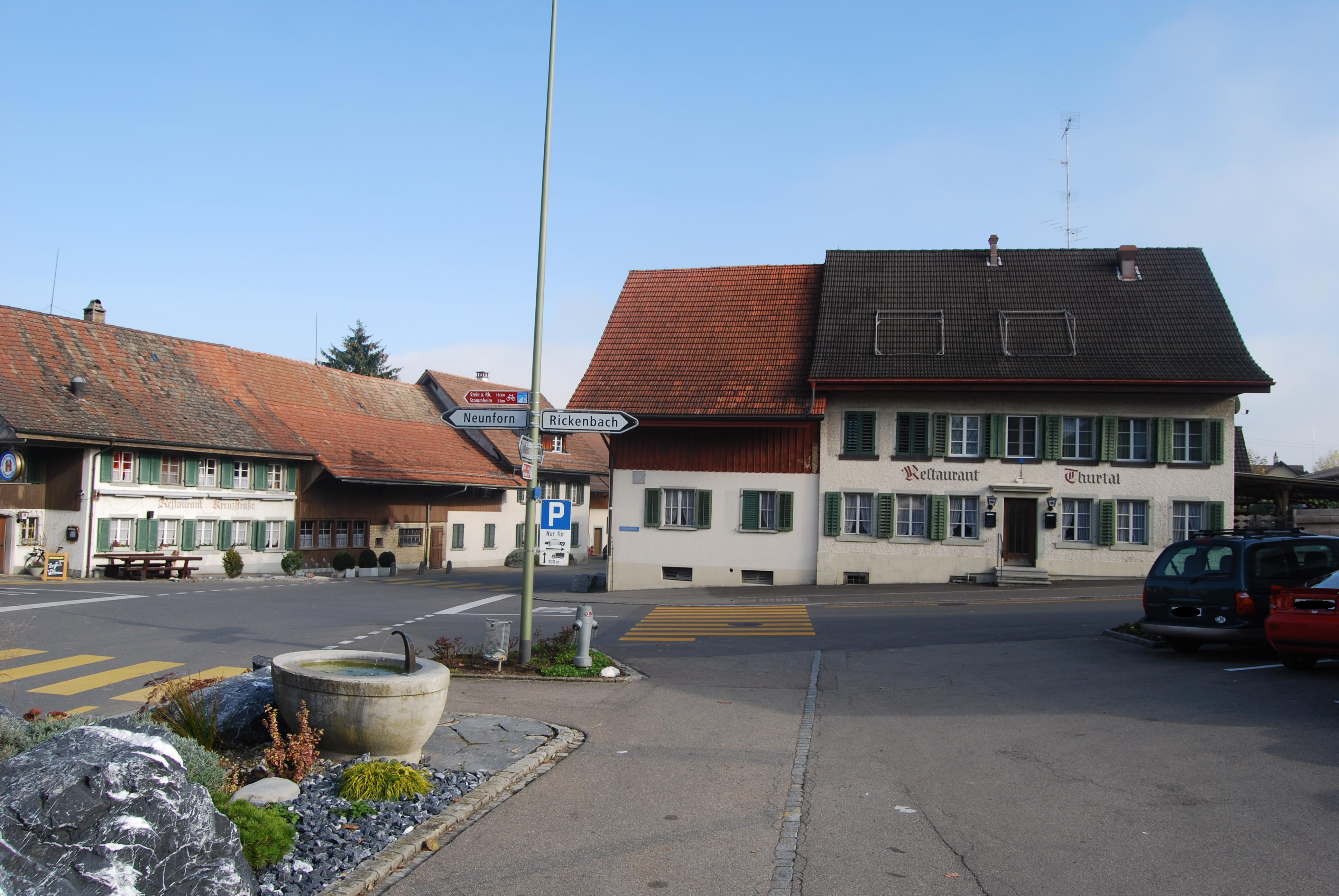
Dorfzentrum von Altikon

Altikon (in einheimischer Mundart Altike [ˈɑltikχə]) ist ein Dorf und eine politische Gemeinde im Bezirk Winterthur des Schweizer Kantons Zürich. Zu Altikon gehören die Weiler Schneit, Feldi und Herten.

## Wappen und Fahne
Blasonierung:
In Silber ein schwarzer Flug
Wappen und Fahne gehen auf das Familienwappen der kyburgischen Ministerialen von Altikon um 1243 zurück, weisse abwärtsgerichtete Flügel im schwarzen Feld. Bei der Übernahme für die zürcherische Obervogtei wurden 1696 Farben und Richtung vertauscht. Der Gemeinderat bestimmte am 18. April 1928 dies als das amtliche Wappen und der Fahne.

## Geographie
Die Weinländer Gemeinde Altikon liegt nördlich von Winterthur im Thurtal. 20 % der Gemeindefläche ist von Wald bedeckt, und rund 70 % sind Landwirtschaftsfläche.

## Bevölkerung
| Bevölkerungsentwicklung | Bevölkerungsentwicklung |
| Jahr                    | Einwohner               |
| ----------------------- | ----------------------- |
| 1467                    | 62                      |
| 1836                    | 400                     |
| 1900                    | 415                     |
| 1990                    | 543                     |
| 2013                    | 638                     |
| 2022                    | 729                     |

## Geschichte

Altikon, historisches Luftbild von 1923, aufgenommen aus 400 Metern Höhe von Walter Mittelholzer

Als Herkunftsangabe erscheint der Ortsname in Abschriften von Urkunden aus den Jahren 1122 Werner von Altinchoven und 1243 E. de Alticon, in Original-Dokumenten ab 1244 (Cůnrado de Altrinchoven)/1246 Berchtoldus miles de Altlinkon. Es handelt sich um eine Zusammensetzung eines um das Zugehörigkeitssuffix -ing- erweiterten althochdeutschen Personennamens mit dem Grundwort hof und bedeutet etwa ‹bei den Höfen der Sippe des Altilo›.
Die Stadt Zürich erwarb 1452 zunächst das österreichische Lehen über die Burg, später von den Grafen von Lupfen auch die Gerichtsherrschaft über Altikon und übertrug 1696 die Verwaltung einem Obervogt.
Zeitweise (ab 1604) war Altikon unter Gerichtsherrschaft der Im Thurn. Benedikt Im Thurn erwarb 1615 Altikon von seinem Bruder, dem Gerichtsherrn Joachim Im Thurn. Zuvor kaufte er den Anteil des Seidenindustriellen David Werdmüller (1548–1612) zurück. 1618 verkaufte er Schloss und Gericht Altikon an Graf Maximilian von Pappenheim und Stühlingen für 17'000 Gulden. Nach 1641 betrieben der Gerichtsherr, der Zürcher Bürgermeister Salomon Hirzel, und seine Söhne – darunter insbesondere Hans Caspar Hirzel –, in Altikon eine Baumwollmanufaktur.
Am 7. August 1978 trat die begradigte Thur aus ihrer Verbauung und überschwemmte den zu Altikon gehörenden Weiler Feldi und mehrere Einzelhöfe vollständig. 40 Menschen waren in ihren Häusern vom Wasser umschlossen. Es bildete sich vorübergehend ein 15 km² grosser See. Die Seepolizei und Pontoniere evakuierten Menschen und Vieh.

## Politik
Gemeindepräsidentin ist Sandra Reinli (parteilos, Stand 2023).
Bei den Nationalratswahlen 2023 betrugen die Wähleranteile in Altikon: SVP 55,87 % (−3,36), SP 11,19 % (+1,81), FDP 8,00 % (+1,59), Mitte 7,20 % (+3,01), glp 4,63 % (−1,61), Grüne 3,65 % (−1,99), EVP 3,30 % (+0,66), EDU 0,97 (−1,97).